# Corps expéditionnaire canadien
Le Corps expéditionnaire canadien (CEC, Canadian Expeditionary Force) est une force canadienne d'outre-mer créée lors de la Première Guerre mondiale. Des quelque 630 000 Canadiens recrutés pour ce corps, environ 424 000 d'entre eux ont été envoyés outre-mer.
Le corps sera divisé en plusieurs formations réparties en Angleterre, en France et en Flandre. La plus grande forme le Corps canadien, constitué de 4 divisions.
Le CEC sera la principale force canadienne en Europe lors de la Première Guerre mondiale. Elle sera accompagnée sur le front ouest par la Canadian Cavalry Brigade (en) et la Canadian Independent Force.
À un certain moment de la guerre, surtout après leur succès à la bataille de la crête de Vimy et à la seconde bataille de Passchendaele (en), le Corps canadien a été perçu comme l'une des formations militaires alliées les plus efficaces sur le front ouest,.
En août 1918, le CEC met en place le Corps expéditionnaire sibérien, qui renforce la garnison anti-bolchevique de Vladivostok lors de l'hiver 1918-1919.

## Histoire
En août 1914, le Canada offre à la Grande-Bretagne d'envoyer un corps expéditionnaire de 25 000 hommes. En octobre de la même année, 31 000 Canadiens, dont plusieurs nés en Grande-Bretagne, partent pour l'Angleterre.

## Composition

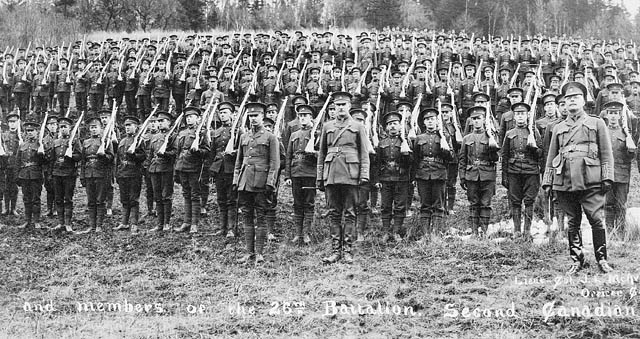
26e bataillon du deuxième CEC (1915).

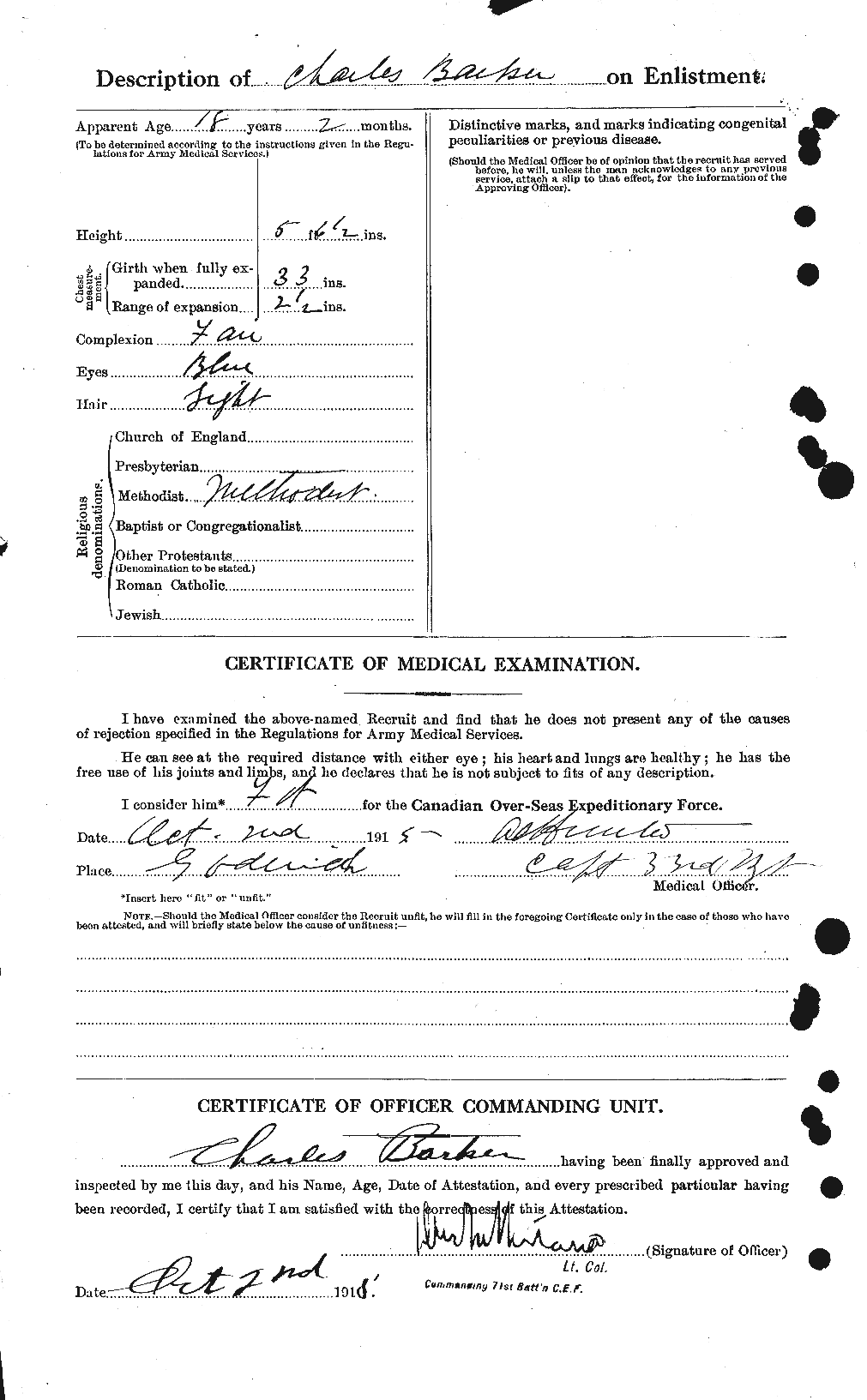
Formulaire d'enrôlement d'un jeune homme canadien (d'origine britannique), du du CEF. Il recevra un éclat d'obus (lui blessant la jambe gauche) lors de la bataille de la Somme (1918), mais rentrera vivant au Canada.

Le CEC est principalement composé de volontaires. Malgré la loi du service militaire (en), adoptée en août 1917 et amenant la conscription, seuls environ 24 000 conscrits seront envoyés au front.
La CEC comptera jusqu'à 260 bataillons d'infanterie numérotés (en), deux bataillons nommés (The Royal Canadian Regiment et le Princess Patricia's Canadian Light Infantry), 13 régiments d'infanterie montée, 13 troupes ferroviaires (en), 5 bataillons de pionniers ainsi que nombre d'unités auxiliaires incluant de l'artillerie légère et lourde, les ambulances, infirmiers et dentistes, des forestiers, agriculteurs, etc. Son arme de base à l'origine est le fusil à verrou Ross Mark III remplacé dès 1915/1916 par le Lee-Enfield à cause de ses défauts.
Une entité distincte au sein du CEC est le Canadian Machine Gun Corps (en), constitué de plusieurs bataillons mécanisés (les Eatons, Yukon et Borden Motor Machine Gun Batteries (en)) et dix-neuf compagnies de mitrailleuse. Lors de l'été 1918, ces unités sont consolidées en quatre bataillons de mitrailleuses, un pour chacune des divisions du Corps canadien.

## Ordre de bataille
1re Division canadienne - Créée en 1914, dissoute en 1919
2e Division canadienne - Créée en 1915, dissoute en 1919
3e Division canadienne - Créée en 1916 , dissoute en 1919
4e Division canadienne - Créée en 1916, dissoute en 1919
5e Division canadienne - Créée en 1917, dissoute en 1918